# USS Bagley (DD-386)
USS Bagley (DD-386) là một tàu khu trục, chiếc dẫn đầu của lớp Bagley, được Hải quân Hoa Kỳ chế tạo vào giữa những năm 1930. Nó là chiếc tàu chiến thứ ba của Hải quân Hoa Kỳ được đặt tên theo Thiếu úy Hải quân Worth Bagley (1874-1898), sĩ quan Hải quân Hoa Kỳ duy nhất tử trận trong cuộc Chiến tranh Tây Ban Nha-Hoa Kỳ. Bagley đã phục vụ trong suốt Chiến tranh Thế giới thứ hai tại Mặt trận Thái Bình Dương cho đến khi chiến tranh kết thúc, được cho ngừng hoạt động năm 1946 và bị bán để tháo dỡ năm 1947.

## Thiết kế và chế tạo
Bagley được đặt lườn tại Xưởng hải quân Norfolk ở Portsmouth, Virginia vào ngày 31 tháng 7 năm 1935. Nó được hạ thủy vào ngày 3 tháng 9 năm 1936; được đỡ đầu bởi cô Bella Worth Bagley, em gái Thiếu úy Bagley; và được đưa ra hoạt động vào ngày 12 tháng 6 năm 1937 dưới quyền chỉ huy của Hạm trưởng, Thiếu tá Hải quân Earl W. Morris.

## Lịch sử hoạt động

### Trước chiến tranh
Sau khi nhập biên chế, Bagley hoạt động rộng rãi tại khu vực Đai Tây Dương trước khi được gửi đến Trân Châu Cảng vào năm 1940. Nó luân phiên hoạt động tại vùng biển này và dọc theo bờ biển California, và vào tháng 12 năm 1941 nó đang hoạt động tại chỗ ngoài khơi Trân Châu Cảng. Nó thường xuyên thực hành cùng Đội khu trục 7 xen kẻ với lực lượng đặc nhiệm tàu sân bay được xây dựng chung quanh Enterprise và Lexington. Nhịp điệu hoạt động ngày càng căng cường vào lúc Hoa Kỳ thực hiện cấm vận nhằm đáp trả các hoạt động của Nhật Bản tại Trung Quốc và Đông Dương thuộc Pháp, khiến Nhật Bản phản kháng. Vào ngày 3 tháng 12, trong một cuộc thực hành phòng không ngoài khơi cùng Đội khu trục 87, khung lườn tàu bên mạn phải của Bagley bị boong ra. Chiếc tàu khu trục giảm tốc độ xuống còn 10 hải lý trên giờ (20 km/h) và đổi hướng quay về Oahu, thả neo tại Xưởng hải quân Trân Châu Cảng vào ngày hôm sau. Đến ngày 6 tháng 12, nó chuyển sang bến B-22 ở Southeast Loch. Vào lúc này, Bagley hoàn toàn tắt động cơ, nhận cung cấp điện, hơi nước và nước sạch từ trên bờ.

### Thế Chiến II

#### Trân Châu Cảng
Lúc 07 giờ 55 phút ngày 7 tháng 12, máy bay Nhật Bản xuất phát từ sáu tàu sân bay đã tấn công Hạm đội Thái Bình Dương. Thủy thủ trên Bagley trông thấy các máy bay ném bom bổ nhào hoạt động bên trên sân bay Hickam, rồi chứng kiến máy bay ném bom-ngư lôi Nakajima B5N "Kate" băng ngang Southeast Loch để phóng ngư lôi vào thiết giáp hạm Oklahoma neo đậu bên ngoài đảo Ford. Chiếc tàu khu trục nhanh chóng có lệnh báo động trực chiến, khai hỏa các khẩu súng máy 20 mm của nó. Ngay sau 08 giờ 00, một chiếc "Kate" nổ tung trên bờ biển cách phía trước Bagley khoảng 30 foot (9,1 m).
Trong đợt hai của cuộc tấn công vốn bắt đầu vào khoảng 08 giờ 40 phút, thủy thủ của Bagley đã nổ súng vào các máy bay ném bom bổ nhào Aichi D3A "Val" đang tấn công đảo Ford và các ụ tàu của xưởng hải quân. Các xạ thủ khai nhận đã bắn rơi ít nhất sáu máy bay đối phương trong buổi sáng hôm đó, nhưng căn cứ vào mật độ hỏa lực phòng không bắn lên từ mọi con tàu vào lúc đó, không thể nào xác định chiến công này. Đến 09 giờ 40 phút, chiếc tàu khu trục rời luồng cảng tiến ra khơi, bỏ lại Hạm trưởng, Hạm phó và Sĩ quan tác xạ trên bờ. Dưới quyền chỉ huy tạm thời của Đại úy Hải quân Philip W. Cann, nó chỉ dừng lại đủ để đón hạm trưởng của chiếc Patterson, người sau đó được chuyển sang tàu của mình ngoài biển.

#### 1942
Bagley đã bảo vệ cho chuyến quay về Trân Châu Cảng của Lực lượng Đặc nhiệm 14 bốn ngày sau lễ Giáng sinh. Nó lên đường vào ngày hôm sau cùng với tàu sân bay Saratoga để tuần tra về phía Tây Oahu, bảo vệ vùng quần đảo trong khi hai đội tàu sân bay khác hộ tống lực lượng tăng viện cho Samoa. Tuy nhiên, vào ngày 11 tháng 1 năm 1942, một quả ngư lôi phóng từ tàu ngầm Nhật I-16 đã đánh trúng và làm hư hại chiếc tàu sân bay. Bagley đã hộ tống Saratoga quay trở về Trân Châu Cảng, rồi tận dụng thời gian hiếm hoi trong Xưởng hải quân Trân Châu Cảng từ ngày 23 tháng 1 đến ngày 3 tháng 2 để bổ sung bốn súng máy 20 mm vào dàn hỏa lực phòng không của nó.
Rời Oahu vào ngày cuối cùng của tháng 1, Bagley gia nhập Lực lượng Đặc nhiệm 11, bao gồm Lexington, bốn tàu tuần dương và chín tàu khu trục để bảo vệ các tàu vận chuyển đưa lực lượng tăng cường đến các đảo Christmas và Canton thuộc quần đảo Phoenix và Nouvelle-Calédonie. Đề phòng những dự định tiếp theo của quân Nhật tại khu vực Fiji-Nouvelle-Calédonie, Lực lượng Đặc nhiệm 11 gia nhập cùng Lực lượng ANZAC vào ngày 16 tháng 2, bao gồm HMAS Australia, HMNZS Achilles, HMNZS Leander và USS Chicago cùng hai tàu khu trục. Không lâu sau đó, lực lượng đặc nhiệm quay sang hướng Tây Bắc để hướng đến Bougainville thuộc quần đảo Solomon.
Vào ngày 20 tháng 2, lúc 17 giờ 07 phút, chiếc tàu khu trục nổ súng nhắm vào một đợt thứ hai gồm chín máy bay ném bom với dàn hỏa lực 20 mm, tham gia vào màn hỏa lực phòng không chung quanh Lexington. Vài phút sau đó, một máy bay ném bom tìm cách đâm vào đuôi của Bagley, nhưng hỏa lực từ tàu khu trục Aylwin đã giúp bắn rơi chiếc "Betty" ở khoảng cách 200 thước Anh (200 m) về phía đuôi mạn phải. Nó trải qua một tháng tiếp theo được bảo trì và sửa chữa, bao gồm một giai đoạn trong ụ tàu. Nó khởi hành từ Trân Châu Cảng vào ngày 30 tháng 4, chở nhân sự và thư tín đến đảo Palmyra, đảo Christmas và quần đảo Society. Ngoài khơi Bora Bora vào ngày 9 tháng 5, nó gặp gỡ Hunter Liggett và hộ tống chiếc này đi đến quần đảo Fiji, đi đến vịnh Nukualofa thuộc Tongatapu vào ngày 15 tháng 5. Chiếc tàu khu trục sau đó trải qua một tuần lễ tuần tra bên ngoài cảng, bảo vệ các đoàn tàu vận tải khỏi các tàu ngầm đối phương, trước khi một mình đi đến Brisbane, Australia, đến nơi vào ngày 30 tháng 5.
Được phân về Lực lượng Tây Nam Thái Bình Dương (Lực lượng Đặc nhiệm 44), Bagley bảo vệ các đoàn tàu vận tải trên các lối tiếp cận Australia, truy tìm tàu ngầm đối phương trong hai đợt càn quét cùng với tàu khu trục Henley, và tiến hành các hoạt động thực hành ban đêm và các đợt thực tập khác cùng các tàu tuần dương thuộc Lực lượng Đặc nhiệm 44 cho đến giữa tháng 7. Vào ngày 17 tháng 7, nó rời Brisbane để đi New Zealand, đi đến Auckland vào ngày 20 tháng 7. Tại đây, nó gia nhập Lực lượng Đặc nhiệm 62, và bắt đầu chuẩn bị cho Chiến dịch Watchtower, cuộc chiếm đóng Guadalcanal.
Bagley di chuyển đến quần đảo Fiji cùng với các tàu tuần dương Chicago, Salt Lake City, Australia, HMAS Canberra và HMAS Hobart, tám tàu khu trục khác và mười hai tàu vận chuyển. Được tháp tùng bởi các đoàn tàu vận tải khác vào ngày 26 tháng 7, bao gồm ba tàu chở hàng, Bagley bảo vệ các tàu vận chuyển khi chúng tiến hành tổng dượt đổ bộ tại đảo Koro. Lực lượng đặc nhiệm sau đó hướng đến quần đảo Solomon, đi đến khu vực chuyển tiếp ngoài khơi Lunga Point, Guadalcanal vào ngày 7 tháng 8. Được phân về lực lượng phía Nam, một trong ba nhóm tuần tra, Bagley và Patterson tháp tùng Australia, Canberra và Chicago để bảo vệ các tàu vận chuyển về phía Nam Tulagi.
Australia, với Chuẩn đô đốc Hải quân Hoàng gia Victor Alexander Charles Crutchley trên tàu, rời đội hình cho một cuộc hội nghị chỉ huy tại Lunga Point lúc 21 giờ 30 phút. Chỉ hơn hai giờ sau đó, với tầm nhìn kém do trời nhiều mây và các cơn mưa rào, những tàu không xác định xuất hiện ở cách 3.000 thước Anh (3.000 m) bên mạn trái mũi tàu. Chúng bao gồm bảy tàu tuần dương và một tàu khu trục dưới quyền chỉ huy của Chuẩn đô đốc Gunichi Mikawa được gửi từ Rabaul để tấn công các tàu vận chuyển Hoa Kỳ. Vào lúc đó, 01 giờ 44 phút căn cứ theo nhật ký hải trình của Bagley, thủy phi cơ phóng từ các tàu tuần dương Nhật đã thả pháo sáng chiếu rọi các tàu chiến Hoa Kỳ.
Bagley bẻ lái gắt sang mạn trái để đưa các ống phóng ngư lôi bên mạn phải nhắm vào các tàu chiến Nhật xuất hiện từ bóng tối, nhưng có thể do các quả ngư lôi không được nạp đạn kịp thời, hay do con tàu bẻ lái quá nhanh khiến các ống phóng ngư lôi không thể ngắm đúng, nó tiếp tục quay mũi và phóng bốn quả ngư lôi về hướng Tây Bắc từ bệ ngư lôi số 2. Cho dù các pháo thủ ngư lôi khai nhận đã đánh trúng vài phút sau đó, không có tàu chiến Nhật nào bị hư hại bởi ngư lôi tại khu vực đó. Có khả năng, nhưng không thể kiểm chứng, rằng một hay hai quả ngư lôi của Bagley đã đánh trúng Canberra bên mạn phải. Bagley sau đó lại bẻ lái sang mạn trái và các pháo thủ hải pháo canh chừng lối đi giữa Guadalcanal và đảo Savo; nhưng do lực lượng tuần dương Nhật đã băng qua lên phía Bắc, họ không phát hiện tàu đối phương nào. Sau đó nó đi lên hướng Tây Bắc, về phía địa điểm hẹn gặp tàu khu trục, và vào khoảng 03 giờ 00 đã băng ngang Astoriađang bốc cháy và bị hư hại nặng. Chiếc tàu tuần dương này, cùng với Quincy and Vincennes, đã bị tử thương trong Trận chiến đảo Savo vốn ngắn ngủi nhưng ác liệt, trước khi lực lượng Nhật Bản rút lui về Rabaul.
Bagley đã cặp mạn Astoria và cứu khoảng 400 người sống sót từ con tàu bị đánh hỏng, bao gồm 185 người bị thương, khỏi mặt nước hay trên các bè cứu sinh. Khi trời sáng, nó gửi một đội cứu hộ 325 người quay trở lại Astoria để chiến đấu dập lửa, bịt các lỗ hổng và đốt lại các lò hơi. Các nỗ lực này cuối cùng bị thất bại, và chiếc tàu tuần dương đắm lúc xế trưa. Trong khi đó, đội y tế trên tàu đã cứu chữa những người bị thương trước khi chuyển họ sang chiếc President Jackson chiều hôm đó. Bagley sau đó cùng Lực lượng Đặc nhiệm 62 rút lui về Nouméa, thả neo tại đây vào ngày 13 tháng 8.

#### 1943
Vào ngày 15 tháng 3 năm 1943, Bagley được điều động sang Lực lượng Đặc nhiệm thuộc Đệ Thất hạm đội vừa mới được thành lập, và sẵn sàng cho các hoạt động tấn công tại New Guinea. Nó khởi hành từ Townsville vào ngày 27 tháng 6 cùng với Henley để hộ tống sáu tàu đổ bộ LST chuyên chở 2.600 binh lính bộ binh và thiết bị sân bay đến đảo Woodlark. Trong khi các tàu khu trục tuần tra về phía Nam hòn đảo, việc đổ bộ diễn ra mà không bị phía Nhật quấy phá trong đêm 30 tháng 6 và 1 tháng 7. Bagley tiếp tục hộ tống ba đợt tàu LST từ Townsville đến Woodlark từ ngày 9 tháng 7 đến ngày 7 tháng 8, tất cả đều đến nơi an toàn và đường băng chiến đấu sẵn sàng hoạt động vào ngày 23 tháng 7. Chiếc tàu khu trục sau đó hộ tống cho Henry T. Allen di chuyển giữa vịnh Milne, Cairns và Brisbane, đi đến cảng sau cùng vào ngày 15 tháng 8.
Bagley quay trở lại New Guinea vào cuối tháng đó, hộ tống một đoàn tàu vận tải đi đến vịnh Milne vào ngày 1 tháng 10. Nó nhanh chóng quay trở về Townsville đón một đoàn tàu khác, hộ tống chúng đi đến vịnh Milne an toàn vào ngày 8 tháng 10. Lại lên đường đi Australia, lần này đến Brisbane, nó hộ tống một đoàn tàu thứ ba đi từ Townsville đến vịnh Milne từ ngày 25 đến ngày 29 tháng 10. Sau khi đi đến Buna vào ngày 8 tháng 11, chiếc tàu khu trục giúp hộ tống một đoàn ba chiếc LST đi Finschhafen cung cấp tiếp liệu cho Lữ đoàn 20 Bộ binh Australia vào ngày 11 tháng 11. Trong bốn tuần lễ tiếp theo, nó còn hộ tống sáu đoàn tàu tăng viện khởi hành từ Buna: ba chuyến đến Finschhafen, một chuyến đến Lae, một chuyến đến đảo Woodlark và chuyến cuối cùng đến mũi Cretin vào ngày 12 tháng 12.
Sau khi đi đến Buna vào ngày 23 tháng 12, Bagley gia nhập một đoàn bảy tàu đổ bộ LST thuộc Đơn vị Đặc nhiệm 76.1.41, đưa lực lượng công binh, pháo binh và tiếp liệu thuộc Sư đoàn 1 Thủy quân Lục chiến cho các hoạt động tại mũi Gloucester. Thủy thủ đoàn đã quan sát cuộc bắn phá bờ biển của các tàu tuần dương hạng nặng xuống bãi đổ bộ lúc 06 giờ 00 ngày 26 tháng 12, và sau đó Bagley bảo vệ cho các chiếc LST đổ binh lính và thiết bị. Xế trưa hôm đó khoảng 14 giờ 30 phút, một cuộc không kích lớn của quân Nhật được tung ra nhắm vào lực lượng đặc nhiệm, đánh chìm Brownson và làm hư hại Shaw. Đến chiều tối, thủy thủ của Bagley chứng kiến máy bay đồng đội bắn rơi ba máy bay ném bom Mitsubishi G4M "Betty" đối phương ngay bên trên bãi đổ bộ. Quay trở về Buna vào ngày 28 tháng 12, nó giúp các đơn vị tấn công nhảy cóc thuộc Sư đoàn 32 Bộ binh đi đến Saidor, New Guinea, bỏ qua một cứ điểm mạnh của quân Nhật tại Sio. Đợt tàu tăng viện binh lính và thiết bị đến nơi mà không gặp trở ngại nào vào ngày 2 tháng 1 năm 1944.

#### 1944
Dưới mệnh lệnh "hoạt động như một tàu hộ tống dự phòng cho các đội tiếp liệu", Bagley đưa một đoàn tàu LST đi đến Saidor vào ngày 5 tháng 2, và vào ngày hôm sau nó cùng Smith và hai tàu LST lên đường đi mũi Gloucester. Nó rời khu vực vào ngày 10 tháng 2 để quay trở về vùng bờ Tây Hoa Kỳ ngang qua đảo Florida, Guadalcanal, Palmyra và Trân Châu Cảng. Đi đến San Francisco vào ngày 27 tháng 2, nó đi vào Xưởng hải quân Mare Island cho một đợt đại tu từ ngày 28 tháng 2. Trong tám tuần lễ tiếp theo sau, nó được bổ sung thêm hai khẩu Oerlikon 20 mm (lên tổng cộng sáu khẩu) cũng như cải thiện radar hỗ trợ hỏa lực, trong khi một khẩu đội Bofors 40 mm nòng đôi được bố trí trước tháp pháo 5 inch (127 mm) phía sau.
Lên đường đi Hawaii vào ngày 5 tháng 5, Bagley bắt đầu huấn luyện nhằm chuẩn bị cho Chiến dịch Forager, kế hoạch nhằm chiếm đóng quần đảo Mariana. Đi đến Trân Châu Cảng vào ngày 10 tháng 5, nó tiến hành huấn luyện hộ tống, phòng không và bắn phá bờ biển trước khi lên đường đi quần đảo Marshall vào ngày 29 tháng 5. Thả neo tại đảo san hô Majuro vào ngày 3 tháng 6, nó tham gia một trong số bốn đội đặc nhiệm tàu sân bay nhanh, ra khơi cùng tàu sân bay Bunker Hill và Đội đặc nhiệm 58.2 vào ngày 8 tháng 6.
Bagley sau đó đi đến khu vực vận chuyển vào ngày 15 tháng 6, hỗ trợ cho việc đổ bộ ban đầu lên Saipan, trước khi quay trở lại đội bắn phá vào ngày 17 tháng 6, nơi nó nằm trong thành phần hộ tống và tham gia Trận chiến biển Philippine. Cho dù trận này chủ yếu là một cuộc không chiến mà sau đó được đặt tên lóng "Cuộc săn vịt trời Marianna vĩ đại", khi phần lớn tổn thất của hàng trăm máy bay Nhật Bản cất cánh từ tàu sân bay bị máy bay tiêm kích Hoa Kỳ bắn rơi, nhiều nhóm nhỏ máy bay đối phương vẫn lọt qua hàng rào tuần tra chiến đấu trên không. Hầu hết chúng bị đánh đuổi bởi hỏa lực phòng không dày đặc của các thiết giáp hạm và tàu khu trục. Bagley đã nổ súng vào ba máy bay đối phương trong ngày hôm đó, một chiếc Nakajima B5N "Kate" và một chiếc Aichi D3A "Val" ở cách 6.000 thước Anh (5.000 m) về phía đuôi tàu, cùng một chiếc Mitsubishi A6M "Zero" ở cách 1.000 thước Anh (1.000 m) bên mạn phải. Trong ngày hôm sau, nó tiếp tục hộ tống các thiết giáp hạm trong khi chúng truy đuổi vô vọng hạm đội Nhật đang rút lui.
Vào ngày 25 tháng 6, Bagley quay trở lại khu vực quần đảo Marianna trong hai tuần lễ, làm nhiệm vụ bắn pháo theo yêu cầu để hỗ trợ các hoạt động của Thủy quân Lục chiến. Dưới sự dẫn hướng của đơn vị điều khiển hỏa lực trên bờ, nó đã bắn hơn 700 quả đạn pháo nổ, phospho trắng và pháo sáng 5 inch vào những vị trí cố thủ cuối cùng ở rìa phía Bắc Saipan. Vào ngày 6 tháng 7, sau khi được tiếp liệu thêm đạn dược từ tàu tuần dương hạng nhẹ Montpelier, nó cặp sát bờ bắn phá các hang động ẩn nấp cuối cùng gần mép nước của Saipan, tiêu phí 537 quả đạn pháo 5-inch và trên 1.000 quả 20 mm và 40 mm. Bagley sau đó hộ tống cho tàu sân bay Enterprise trong các cuộc không kích lên Okinawa và quần đảo Ryukyu vào ngày 10 tháng 9; tiếp nối bởi cuộc tấn công lên Aparri thuộc quần đảo Philippine vào ngày 11 tháng 9 trước khi diễn ra cuộc không kích lớn nhằm tiêu diệt không lực Nhật Bản tại Đài Loan bắt đầu từ ngày 12 tháng 9.
Hoạt động duy nhất của Bagley trong Trận chiến vịnh Leyte vĩ đại chỉ là tham gia một đội tuần dương-khu trục được cho tách ra để truy đuổi vô vọng các tàu sân bay đối phương đang rút lui, về thực chất chỉ là mồi nhữ với chỉ một số rất ít máy bay còn hoạt động được trên tàu. Khi trận chiến kết thúc vào ngày 25 tháng 10 và các lực lượng Nhật Bản còn sống sót đã rút lui, nó gia nhập trở lại các tàu sân bay trong khi chúng hỗ trợ các hoạt động trên bộ tại Leyte. Để tiêu diệt không lực Nhật Bản đang được tập trung tại miền Trung Philippine, Đội đặc nhiệm 38.4 đã tung ra cuộc không kích xuống Luzon từ khu vực tuần tra phía Đông vịnh Leyte vào ngày 30 tháng 10.
Đi đến Ulithi vào ngày 2 tháng 11, Bagley có được bốn ngày nghỉ ngơi bên cạnh chiếc tàu tiếp liệu Markab, trước khi lại lên đường vào ngày 10 tháng 11 cùng với Đơn vị Đặc nhiệm 77.4.1, được xây dựng chung quanh các tàu sân bay hộ tống Hoggatt Bay và Tulagi, có nhiệm vụ hỗ trợ trên không cho các hoạt động tại Leyte. Rút lui về cảng vào ngày 27 tháng 11, chiếc tàu khu trục trải qua tháng tiếp theo hoạt động huấn luyện và được sửa chữa từ chiếc tàu sửa chữa Briareus; tất cả là nhằm chuẩn bị cho Chiến dịch Musketeer, cuộc đổ bộ lên Luzon thuộc Philippine. Vào ngày 27 tháng 12, nó lên đường đi Palaus, đến nơi vào ngày 30 tháng 12.

#### 1945
Lực lượng 12 chiếc tàu sân bay hộ tống thuộc các đội đặc nhiệm 77.2 và 77.4, cùng với lực lượng bảo vệ gồm 19 tàu khu trục trong đó có Bagley, đã khởi hành từ Kossol Roads vào ngày 1 tháng 1 năm 1945. Lực lượng tiến vào vịnh Leyte vào ngày 3 tháng 1, và tiếp tục đi vào biển Mindanao hướng đến vịnh Lingayen để hỗ trợ trên không cho các hoạt động đổ bộ. Xế trưa ngày 4 tháng 1, sau một loạt những cuộc báo động giả và những vụ quấy phá, một máy bay tấn công cảm tử kamikaze hai động cơ Nhật Bản đã đâm vào Ommaney Bay, gây ra các vụ nổ và đám cháy phá hủy hoàn toàn chiếc tàu sân bay hộ tống.
Ngày hôm sau, khi lực lượng tiến vào biển Hoa Nam, bốn đợt tấn công kamikaze đã được tung ra nhắm vào các tàu chiến Hoa Kỳ. Hai đợt đầu bị đẩy lui bởi những máy bay tuần tra chiến đấu trên không, nhưng đợt thứ ba đã đánh trúng các tàu tuần dương Columbia và Australia, tàu sân bay hộ tống Manila Bay, và tàu khu trục hộ tống Stafford. Stafford bị hư hại nặng đến mức nó phải rút lui trở về Leyte. Bagley đã bảo vệ cho các tàu sân bay hộ tống từ ngày 6 tháng 1, khi chúng bắt đầu các phi vụ tấn công mặt đất tại các bãi đổ bộ Lingayen, và vào ngày 13 tháng 1, một đợt tấn công kamikaze khác lại tấn công đội đặc nhiệm. Lúc 09 giờ 00, một máy bay đối phương xuất hiện bất ngờ mà không bị phát hiện, và đã đâm vào Salamaua, gây hư hại nghiêm trọng cho chiếc tàu sân bay hộ tống. Thêm nhiều đội hình khác xuất hiện lúc 09 giờ 08 phút, và một chiếc Nakajima Ki-43 "Oscar" đã nhắm vào Bagley. Mọi khẩu pháo có thể xoay về nó đã nổ súng ở khoảng cách 3.600 thước Anh (3.300 m), và đối thủ bị bắn rơi cách con tàu 1.000 thước Anh (1.000 m) phía đuôi mạn trái. Bốn ngày tiếp theo trôi qua mà không có đợt tấn công nào khác của đối phương, và đội đặc nhiệm rút lui về Ulithi, đến nơi vào ngày 23 tháng 1. Sau khi chiến dịch Philippine diễn tiến trôi chảy hơn, Bagley được phân công tham gia chiến dịch đổ bộ lớn tiếp theo được vạch kế hoạch nhắm vào Iwo Jima trong tháng 2.
Sau sáu ngày được sửa chữa và tiếp liệu, vào ngày 21 tháng 2, Bagley khởi hành cho cuộc đổ bộ chiếm đóng lớn cuối cùng của cuộc chiến tranh, cuộc tấn công lên Okinawa. Cùng các tàu sân bay hộ tống thuộc Đội đặc nhiệm 52.1, nó đi đến ngoài khơi Okinawa vào ngày 25 tháng 3. Nó bảo vệ cho tàu sân bay hộ tống Anzio trong các hoạt động tấn công mặt đất và hỗ trợ chiến dịch cho đến tháng 4 mà không gặp sự cố gì. Trong nhiều tuần lễ tiếp theo, nhiều đợt tấn công không kích nhỏ của máy bay Nhật xuất hiện trên màn hình radar, nhưng chỉ có một đợt tiếp cận đến đội hình của nó bởi một máy bay đơn lẽ không hiệu quả vào ngày 12 tháng 4. Đến ngày 28 tháng 4, trong khi các tàu tàu sân bay hộ tống tiến hành không kích Sakishima Gunto, thủy thủ đoàn trông thấy một máy bay kamikaze Ohka bay ngang vô hại ở độ cao 26.000 foot (7.900 m). Đến ngày 24 tháng 5, khi chiếc tàu khu trục bị hỏng máy phát điện số 1, nó lên đường quay trở về Philippine, về đến vịnh Leyte vào ngày 27 tháng 5 và cặp bên mạn chiếc Markab để được sửa chữa.
Hoạt động tác chiến cuối cùng của Bagley bắt đầu vào ngày 15 tháng 6, khi chiếc tàu khu trục rời Leyte đi Kerama Retto, gặp gỡ sáu tàu sân bay hộ tống thuộc Đội đặc nhiệm 32.1 vào ngày 18 tháng 6, và hỗ trợ cho chúng trong một loạt các cuộc không kích xuống Okinawa. Tuy nhiên, hệ thống điều khiển hỏa lực dàn pháo chính của nó bị hỏng một tuần sau đó, nên nó phải rút lui về Leyte để sửa chữa một lần nữa. Sau khi thả neo tại đây vào ngày 27 tháng 6, nó cắp bên mạn chiếc Yosemite trong ba ngày, nhưng do chiếc tàu tiếp liệu không thể sửa chữa những hư hỏng, chiếc tàu khu trục phải đi đến Saipan vào ngày 5 tháng 7, và từ đây đi đến Guam, đi đến cảng Apra vào ngày 6 tháng 7. Với bộ điều khiển hỏa lực mới được lắp đặt hoàn tất vào ngày 14 tháng 7, Bagley lên đường đi Saipan vào ngày hôm sau. Nó khởi hành từ quần đảo Mariana vào ngày 6 tháng 8 hộ tống một đoàn tàu buôn đi đến Okinawa vào ngày 12 tháng 8. Thủy thủ của Bagley nhận được tin tức về việc Nhật Bản đầu hàng ba ngày sau đó, đang khi họ hộ tống một đoàn tàu quay trở lại Saipan. Sau mười ngày nghỉ ngơi, chiếc tàu khu trục đón lên tàu Chuẩn đô đốc Francis E. M. Whiting cùng ban tham mưu của ông để đưa đến đảo Marcus. Đến nơi vào ngày 31 tháng 8, họ tiếp nhận sự đầu hàng của hòn đảo này và lực lượng đồn trú dưới quyền Chuẩn đô đốc Nhật Bản M. Matsubara bên trên chiếc Bagley.
Quay trở lại Saipan vào ngày 2 tháng 9, Bailey trình diện để hoạt động cùng Tư lệnh Đệ Ngũ hạm đội. Sau một chặng dừng ngắn tại vịnh Buckner, Okinawa, nó lên đường đi sang chính quốc Nhật Bản, đi đến Sasebo vào ngày 20 tháng 9. Nó trải qua năm tuần lễ tiếp theo làm nhiệm vụ đánh dấu các bãi mìn hỗ trợ cho hoạt động quét mìn, cũng như phục vụ đi lại giữa Sasebo, Nagasaki và Wakayama. Nhiều sĩ quan hải quân cũng tham gia khảo sát các tàu chiến Nhật Bản trong cảng nhằm xác định việc tuân thủ các điều khoản đầu hàng của Đồng Minh.
Bailey khởi hành từ Sasebo vào ngày 29 tháng 10 để quay trở về Hoa Kỳ, đi ngang qua Trân Châu Cảng và về đến San Diego vào ngày 19 tháng 11. Thoạt tiên được đề cử vào hoạt động thử nghiệm vũ khí, có thể là cho cuộc thử nghiệm bom nguyên tử trên đảo san hô Bikini vào mùa Hè năm 1946, con tàu đi đến Trân Châu Cảng vào cuối tháng 4 năm 1946. Nhưng nó cuối cùng lại không tham gia Chiến dịch Crossroads, và thay vào đó được cho ngừng hoạt động tại Trân Châu Cảng vào ngày 2 tháng 5. Bagley được cho xuất biên chế tại đây vào ngày 13 tháng 6 năm 1946, và được kéo đến San Diego để bán sắt vụn. Tên nó được cho rút khỏi danh sách Đăng bạ Hải quân vào ngày 25 tháng 2 năm 1947, và nó được bán cho hãng Moore Dry Dock Company ở Oakland, California vào ngày 8 tháng 9 năm 1947 để tháo dỡ.

## Phần thưởng
Bagley được tặng thưởng mười hai Ngôi sao Chiến trận do thành tích phục vụ trong Chiến tranh Thế giới thứ hai.